# Moskovsko državno sveučilište Lomonosov
Moskovsko državno sveučilište Lomonosov najveće je i najstarije sveučilište u Rusiji, osnovano 1755. Prema podacima iz 2004. godine, imalo je 4000 zaposlenih koji su podučavali oko 31.000 studenata i 7000 postdiplomanata. Glavna zgrada Sveučilišta najviša je obrazovna građevina na svijetu.

## Povijest
Ovo Sveučilište osnovano je na inicijativu Ivana Šuvalova i Mihaila Lomonosova naredbom ruske carice Elizabete Petrovne 25. siječnja 1755. godine. Prije njega je osnovano Državno sveučilište u Sankt Peterburgu. Prva predavanja održana su 27. travnja, a 25. siječnja se i danas proslavlja kao Dan studenata u Rusiji.
Prvobitno izgrađeno na Crvenom trgu, Sveučilište je Katarina Velika prebacila u sadašnju neoklasičnu građevinu na drugoj strani ulice Mohovaja. Glavna građevina izgrađena je između 1782. i 1793., dizajnom Matvejeva Kazakova, a rekonstruirana je nakon Napoleonovog pohoda na Rusiju radom Domenica Giliardija.
U 18. stoljeću, Sveučilište je bio podijeljeno na 3 odsjeka – filozofiju, medicinu i pravo. Akademija za buduće studente bila je pripojena Sveučilištu, sve do njenog ukidanja 1812. godine. Godine 1779., Mihail Karaskov osnovao je internat za plemiće, preoblikovan u gimnaziju za rusko plemstvo 1830. godine. Sveučilišno novinarstvo, na čelu s Nikolajem Novikovim 1780-ih izdaje najpopularnije novine Carske Rusije – Moskovskie Vedomosti.
Godine 1905., unutar sveučilišta osniva se socijaldemokratska organizacija, koja poziva na zbacivanje cara i uvođenje republike u Rusiji. Carska vlada je željela zatvoriti Sveučilište 1911. U znak protesta, zbog uvođenja vojnik trupa u kampus i maltretiranja određenih profesora 130 znanstvenika i profesora masovno je dalo ostavke. Također je na tisuće učenika izbačeno 1911.
Nakon Oktobarske revolucije 1917. godine, Sveučilište je otvoreno i za djecu proleterijata i seljaka, a ne samo za pripadnike buržoazije. U 1919., školarine su ukinute i izgrađeni su objekti za pripremanje djece radničke klase za prijemne ispite. Godine 1940., Sveučilište je preimenovano u čast svog osnivača Mihaila Lomonosova.
Poslije 1991. osnovano je još 9 odsjeka. Godine 1992., Sveučilištu je dodijeljen jedinstveni status: financira se izravno iz proračuna (zaobilazeći Ministarstvo prosvjete), što je Sveučilištu dalo značajnu razinu nezavisnosti.
Sveučilište ima 39 fakulteta i 15 istraživačkih centara (stanje 2012.)
Od poznatih osoba na ovom Sveučilištu studirali su: Anton Čehov, Ivan Turgenjev, Mihail Gorbačov, Boris Pasternak, Andrej Saharov, Vasilij Kandinski, Boris Demidovič, Vladimir Arnold, Andrej Kolmogorov, Ana Politkovskaja, Mihail Suslov, Oleg Deripaska i dr. Sveučilište je dalo 11 nobelovaca.

## Kampus
Od 1953. većina fakulteta se nalazi na Vrapčevim brdima, na jugoistočnom dijelu Moskve. Glavnu zgradu dizajnirao je arhitekt Lev Vladimirovič Rudnjev. U poslijeratnoj eri, Staljin je naredio izgradnju 7 ogromnih višekatnih kula oko grada ("sedam sestara"). Glavna zgrada Moskovskog sveučilišta bila je daleko najveća. Bila je također, i najveća građevina na svijetu poslije građevina u New York Cityju u to vrijeme i ostala je najviša u Europi sve do 1988.
Središnja kula s 36 katova, visoka 240 metara, bila je opasana s 4 ogromna krila za studentski smještaj. Sadrži 30 kilometara hodnika i 5000 soba. Raspoloživi objekti unutar ove građevine obuhvaćaju koncertnu salu, kazalište, muzej, razne administrativne službe, biblioteku, bazen, policijsku stanicu, poštu, praonicu rublja, frizerski salon, banku, trgovine, kafiće, skloništa od bombi, itd.
Dok su Vrapčja brda bila na periferiji Moskve, u vrijeme konstrukcije glavne građevine, sada su na pola puta između Kremlja i gradskih granica. Nekoliko zgrada i sportskih objekata kasnije su dodati glavnom kampusu, uključujući i jedini specijalizirani stadion za bejzbol u Rusiji. 